# Frances Hodgkins
Frances Mary Hodgkins (Dunedin, 28 aprile 1869 – Dorchester, 13 maggio 1947) è stata una pittrice neozelandese ritenuta una figura chiave del modernismo britannico.

## Biografia e carriera
Nata nel 1869 a Dunedin, nella regione neozelandese di Otago, mostrò la sua passione e il suo talento per la pittura già dai tempi della scuola secondaria e all'età di ventuno anni espose alcuni suoi paesaggi e ritratti pressò le società d'arte di Christchurch e Dunedin. Nel 1893 divenne discepola del pittore italiano Girolamo Nerli e si concentrò sulla pittura di ritratti femminili, uno dei quali, Head of an Old Woman, le fece guadagnare nel 1895 il premio per la pittura dell'Accademia neozelandese delle belle arti. Tra il 1895 e il 1896 frequentò la scuola d'arte di Dunedin e in seguito si dedicò all'insegnamento per raccogliere il denaro necessario per studiare in Inghilterra.
Nel 1901 si trasferì in Europa, iscrivendosi a una scuola d'arte a Londra e viaggiando e dipingendo anche in Francia, Paesi Bassi, Italia e Marocco insieme all'amica e collega Dorothy Kate Richmond. Nel 1903 un suo acquerello, Fatima, divenne la prima opera neozelandese a essere esposta presso la Royal Academy of Arts di Londra. Lo stesso anno tornò in Nuova Zelanda, dove aprì una scuola d'arte, che tenne aperta fino al 1906, quando fece ritorno a Londra, dove tenne la sua prima mostra personale nel 1907 presso la Paterson's Gallery.
Nel 1908 si trasferì a Parigi, dove nel 1910 diventò la prima donna a insegnare all'Académie Colarossi. Durante questo periodo parigino espose numerosi acquerelli e insegnò all'artista Emily Carr mentre lavorava a dei paesaggi marittimi in Bretagna. Durante la prima guerra mondiale trascorse diverso tempo a Zennor, in Cornovaglia, dove lavorò con il pittore Cedric Morris, che la ritrasse nel 1917.
Dopo la fine della guerra tornò in Francia, dove fu influenzata da Matisse e Derain, sviluppando però uno stile molto personale che suscitò buone reazioni durante la sua mostra personale alla Claridge Gallery di Londra nel 1928.

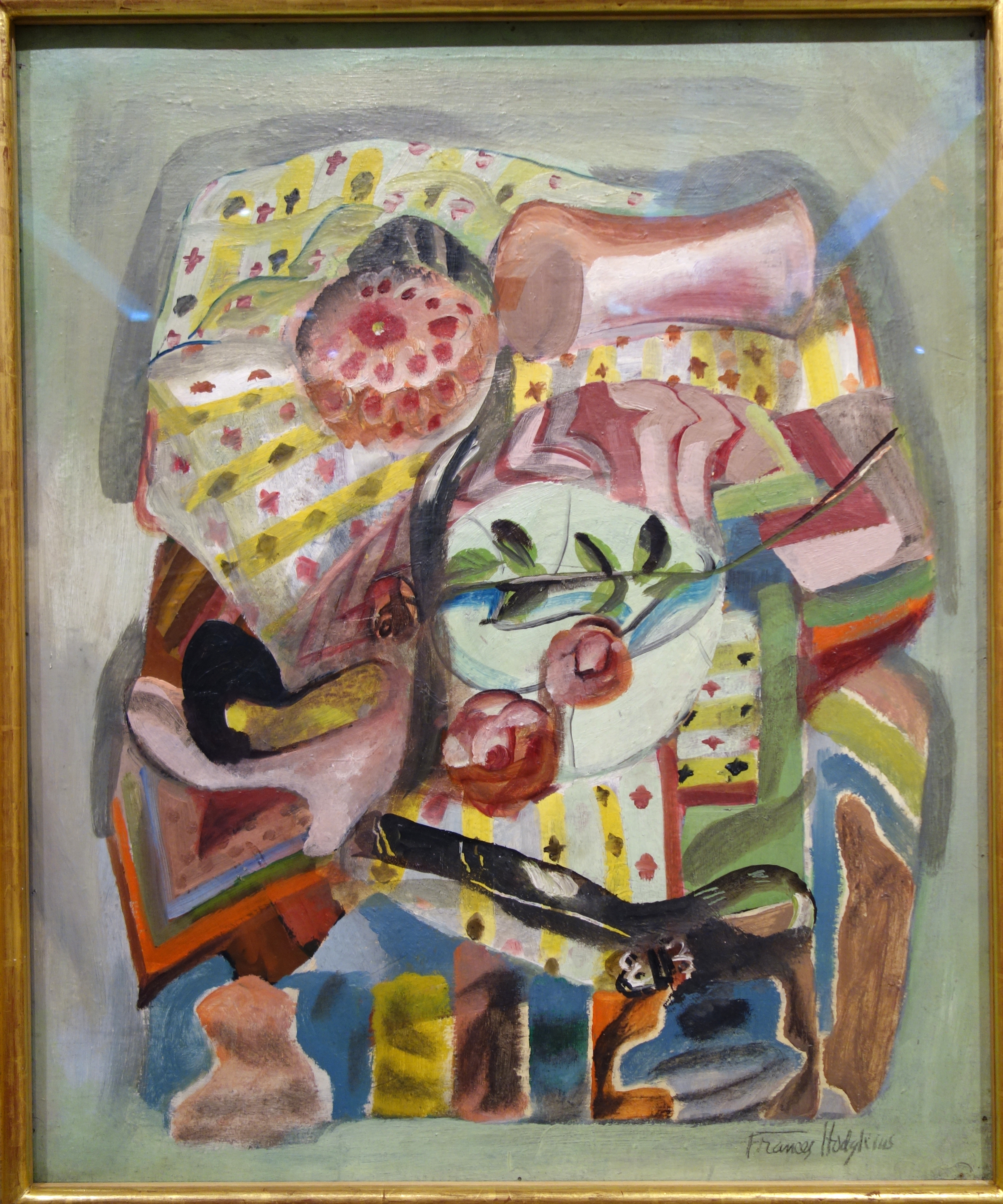
Self Portrait, Still Life (Autoritratto, natura morta), olio su cartoncino, 1935.

Nel 1925 iniziò a lavorare come designer tessile presso la Calico Printers' Association di Manchester. Alle fine degli anni 1920 il suo stile tese ad abbracciare i tratti modernisti delle forme astratte con una forte enfasi sullo studio del colore. Mentre continuò a dipingere ritratti, in questo periodo mostrò un forte interesse nella fusione delle convenzioni della pittura paesaggistica con le nature morte. Nel 1929 entrò nella Seven and Five Society e lavorò al fianco di artisti più giovani, tra cui Barbara Hepworth, Ben Nicholson e Henry Moore.
Negli anni 1930 espose in molte importanti gallerie londinesi e ottenne un contratto con la Lefevre Gallery per la realizzazione di opere per un'esposizione biennale. Continuò a fondere diversi generi artistici, dando vita a opere che intersecano la natura morta e l'autoritratto. Nel 1939 fu invitata a rappresentare il Regno Unito alla 22ª Biennale di Venezia, ma le restrizioni dovute alla seconda guerra mondiale impedirono alle sue opere di raggiungere la città della laguna.
Trascorse il resto della sua vita in Gran Bretagna, dove continuò a dipingere fino ai settant'anni, nonostante soffrisse di reumatismi e bronchiti. Morì nel 1947, quando era considerata una delle più importanti pittrici britanniche. Dopo la sua morte i suoi beni e le sue ceneri furono riportati in Nuova Zelanda.
A lei è dedicato il cratere Hodgkins sulla superficie di Mercurio.

## Opere
La tabella seguente elenca alcune delle opere di Frances Hodgkins esposte in diversi musei del mondo. La Dunedin Public Art Gallery, in Nuova Zelanda, ospita una sessantina di suoi dipinti.
| Opera | Titolo                                                                                               | Anno       | Tecnica                    | Museo                           | Città          |
| ----- | --- | ---------- | -------------------------- | ------------------------------- | -------------- |
|       | Portrait of a girl in a sunbonnet (Ritratto di ragazza con cappellino da sole)                       | 1895 circa | Pastello e guazzo su carta | Hocken Collections              | Dunedin        |
|       | Māori woman and child (Donna e bambino Māori)                                                        | 1900       | Acquerello                 | Te Papa Tongarewa               | Wellington     |
|       | The market place, San Remo, Italy (Il mercato, Sanremo, Italia)                                      | 1902       | Acquerello                 | Te Papa Tongarewa               | Wellington     |
|       | A Dutch girl (Ragazza olandese)                                                                      | 1907 circa | Acquerello                 | Te Papa Tongarewa               | Wellington     |
|       | Le Reveil (mother and child) (Le Reveil (madre e figlio))                                            | 1912 circa | Acquerello                 | Galleria d'arte di Auckland     | Auckland       |
|       | Loveday and Ann: Two Women with a Basket of Flowers (Loveday e Ann: due donne con un cesto di fiori) | 1915       | Olio su tela               | Tate                            | Londra         |
|       | The Edwardians (Edordiani)                                                                           | 1918 circa | Olio su tela               | Galleria d'arte di Auckland     | Auckland       |
|       | Mrs Hellyer                                                                                          | 1919 circa | Olio su tela               | The Box                         | Plymouth       |
|       | Portrait of Arthur Lett-Haines (Ritratto di Arthur Lett-Haines)                                      | 1920       | Olio su tela               | Te Papa Tongarewa               | Wellington     |
|       | Double Portrait (Doppio ritratto)                                                                    | 1922       | Olio su tela               | Hocken Collections              | Dunedin        |
|       | The fair by the sea (Fiera in riva al mare)                                                          | 1927 (?)   | Acquerello                 | Te Papa Tongarewa               | Wellington     |
|       | Flowers in a Vase (Fiori in vaso)                                                                    | 1928 circa | Olio su tela               | Government Art Collection       | Londra         |
|       | Still Life (Natura morta)                                                                            | 1929 circa | Olio su tela               | Towner Eastbourne               | Eastbourne     |
|       | Still Life: Eggs, Tomatoes and Mushrooms (Natura morta: uova, pomodori e funghi)                     | 1929 circa | Olio su tela               | Brighton Museum & Art Gallery   | Brighton       |
|       | Cedric Morris (Man with Macaw) (Cedric Morris (uomo con macao))                                      | 1930       | Olio su tela               | Towner Eastbourne               | Eastbourne     |
|       | Flatford Mill (Mulino di Flatford)                                                                   | 1930       | Olio su tela               | Tate                            | Londra         |
|       | Flatford Mill, Suffolk (Mulino di Flatford, Suffolk)                                                 | 1930       | Olio su tela               | Towner Eastbourne               | Eastbourne     |
|       | Wings over Water (Ali sull'acqua)                                                                    | 1930       | Olio su tela               | Tate                            | Londra         |
|       | Berries and Laurel (Bacche e alloro)                                                                 | 1930 circa | Olio su tela               | Galleria d'arte di Auckland     | Auckland       |
|       | Cut melons (Meloni tagliati)                                                                         | 1931 circa | Olio su cartoncino         | Te Papa Tongarewa               | Wellington     |
|       | Fish (Pesce)                                                                                         | 1931       | Acquerello                 | British Council                 | Regno Unito    |
|       | Sabrina's Garden (Il giardino di Sabrina)                                                            | 1932 circa | Olio su tela               | Bristol Museum & Art Gallery    | Bristol        |
|       | Wings over Water (Ali sull'acqua)                                                                    | 1932 circa | Olio su tela               | Leeds Art Gallery               | Leeds          |
|       | Spanish Peasants (Contadini spagnoli)                                                                | 1934       | Olio su compensato         | Pallant House Gallery           | Chichester     |
|       | Still life: Self-portrait (Natura morta: autoritratto)                                               | 1935 circa | Olio su tavola             | Te Papa Tongarewa               | Wellington     |
|       | The Weir (La diga)                                                                                   | 1935 circa | Olio su compensato         | Glasgow Museums Resource Centre | Glasgow        |
|       | Double Portrait No.2 (Katherine and Anthony West) (Doppio ritratto n. 2 (Katherine e Anthony West))  | 1937       | Olio su tela               | Te Papa Tongarewa               | Wellington     |
|       | Tanks, Barrels and Drums (Serbatoi, barili e tamburi)                                                | 1937       | Olio su tela               | Government Art Collection       | Londra         |
|       | Houses and Outhouses, Purbeck (Case e annessi, Purbeck)                                              | 1938       | Olio su tela               | British Council                 | Londra         |
|       | The Painted Chest (Il baule dipinto)                                                                 | 1938       | Olio su tavola             | Università di Bangor            | Bangor, Galles |
|       | Cheviot Farm (Fattoria Cheviot)                                                                      | 1938 circa | Olio su tela               | Manchester Art Gallery          | Manchester     |
|       | Broken pottery (Ceramica rotta)                                                                      | 1939       | Acquerello                 | Te Papa Tongarewa               | Wellington     |
|       | Landscape (Paesaggio)                                                                                | 1939 circa | Guazzo su carta            | Government Art Collection       | Londra         |
|       | Purbeck Courtyard, Morning (Cortile Purbeck, mattino)                                                | 1944       | Olio su tela               | Southampton City Art Gallery    | Southampton    |